# Нерот
Нерот (нем. Neroth) — община в Германии, в земле Рейнланд-Пфальц.
Входит в состав района Вульканайфель. Подчиняется управлению Герольштайн. Население составляет 892 человека (на 31 декабря 2009 года). Занимает площадь 7,24 км².

## История
В 1830-х годах беднейшие слои населения общины начали изготавливать проволочные плетёные мышеловки, которые приобрели спрос по всей Германии и Пруссии. Производство проволочных изделий поддержало общину в трудные для сельского хозяйства годы и стало важной отраслью в экономике Нерота, просуществовавшей до 1970-х годов.